# Literární výchova
Literární výchova je součást pedagogiky a vysokoškolský studijní obor, který se studuje zpravidla jako součást učitelství českého (nebo cizího) jazyka a literatury na filozofických a pedagogických fakultách univerzit jak v bakalářském, tak i magisterském a doktorském studiu. Jde také o školní předmět a výchovně-vzdělávací oblast pro výchovnou práci s dětmi od mateřských škol až po vzdělávání mládeže na školách středních, kde je literatura povinným maturitním oborem. Literární výchova spolu s ostatními výchovami (výtvarná, hudební, dramatická) patří rovněž do oboru estetické výchovy, lze ji tedy chápat i jako součást nejen pedagogické vědy, ale filozofie umění. Literární výchova jako edukační disciplína plní nezastupitelnou roli v oblasti tzv. výchovy uměním, i přestože je v praxi pojena s jazykovou složkou výuky.